# Ростислав Рюрикович
Ростисла́в II Рю́рикович, у хрещенні Михайло (5 квітня 1172 — †1218) — син Рюрика Ростиславича, Великий князь Київський у 1204-1205 роках. Посаджений на стіл Романом Великим.

## Життєпис
Князь брягінський (1188—1190), торчеський (1190—1194, 1195—1198), білгородський (1195—1197), вишгородський (1198—1199, 1205—1207, 1208—1210), овруцький (?, бл. 1210—1218) і київський (1204 — липень 1205). Також князь корсунський, трипільський, богуславський, лучинський та галицький.
15 червня 1187 року одружився з Верхуславою, донькою володимиро-суздальського князя Всеволода Велике Гніздо.
1204 року посаджений на київський стіл галицько-волинським князем Романом Мстиславичем замість Ростиславового батька Рюрика, постриженого в чернецтво. Після смерті Романа в 1205 році усунений з престолу батьком, що вийшов із монастиря.